# Japandemonium: Raw Like Sushi 3
Japandemonium: Raw Like Sushi 3 è un album dal vivo del gruppo musicale statunitense Mr. Big, pubblicato nel 1994 dalla Atlantic Records.

## Tracce
1. Colorado Bulldog – 4:40
2. Price You Gotta Pay – 4:18
3. Temperamental – 5:26
4. Green-Tinted Sixties Mind – 3:36
5. Wind Me Up – 4:33
6. Wild World (cover di Cat Stevens) – 3:41
7. Paul's Solo – 6:37
8. Nothing But Love – 4:03
9. Billy's Solo – 6:03
10. To Be with You – 4:14
11. Promise Her the Moon – 4:08
12. Mr. Big (cover dei Free) – 4:28
13. Seven Impossible Days (inedito) – 2:40
14. I've Learned My Lesson (inedito) – 3:53

## Formazione
- Eric Martin – voce
- Paul Gilbert – chitarre, cori
- Billy Sheehan – basso, cori
- Pat Torpey – batteria, cori